# Głos Ziemi Kraśnickiej
Głos Ziemi Kraśnickiej – pismo wydawane w Kraśniku w latach 1990–2000.

## Historia
inicjatorem powstania Głosu Ziemi Kraśnickiej był Komitet Obywatelski Lubelszczyzny, który utworzony został w Kraśniku przed pierwszymi wyborami samorządowymi po 1989 roku.
Pierwszy numer Głosu Ziemi Kraśnickiej ukazał się 1 sierpnia 1990 roku. Tworzył go zespół redakcyjny pod kierownictwem Jana Nicała. Wydawany był przez Kraśnicki Ośrodek Kultury. Od roku 1997 Głos został sprywatyzowany i wydawany przez spółkę GŁOS.
W 1999 roku nazwa gazety została zmieniona na Głos Kraśnicki. Od 2000 roku na rynku ukazały się inne odsłony tego tytułu, Goniec Kraśnicki, a następnie Goniec Gazeta Powiatowa, skierowane przede wszystkim do czytelników powiatów kraśnickiego i opolskiego.
We wrześniu 2005 roku zmienił nazwę na Głos Gazeta Powiatowa.